# L&M
 (juin 2012).
Si vous disposez d'ouvrages ou d'articles de référence ou si vous connaissez des sites web de qualité traitant du thème abordé ici, merci de compléter l'article en donnant les références utiles à sa vérifiabilité et en les liant à la section « Notes et références ».

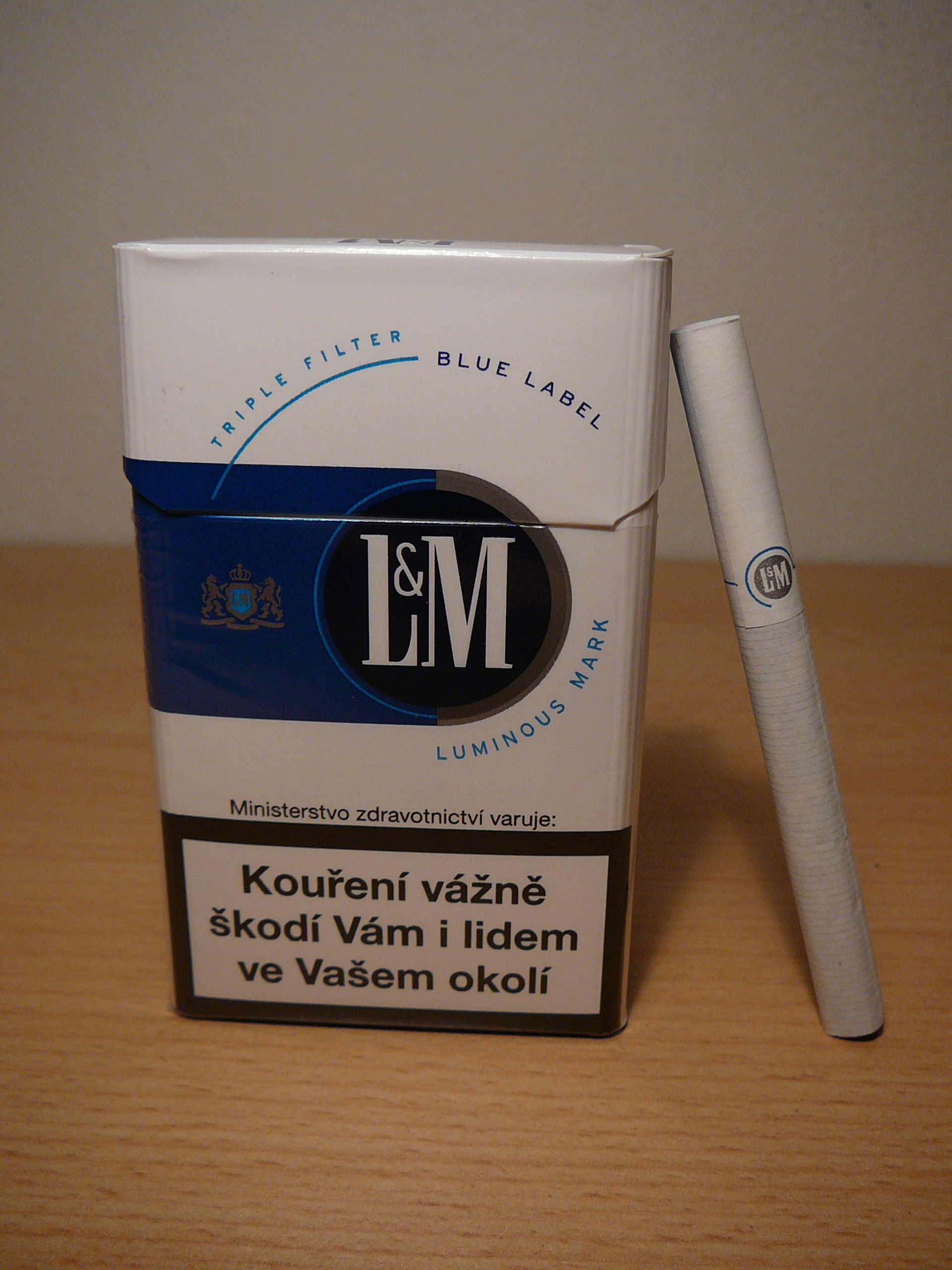
Paquet de cigarettes L&M Blue Label

L&M est une marque de cigarettes produites par Altria et Philip Morris International. 
Les premières cigarettes ont été créées par la société Liggett & Myers en 1953, d'où elles tirent leur nom. L&M est l'une des premières marques à avoir un filtre qui n'est pas unilatéral. Quand la marque a été lancée, leur devise était « Les cigarettes américaines de grande qualité avec le meilleur filtre ». La marque est très populaire en Amérique latine, au centre et au nord de l'Europe, parmi le Monde arabe, l'Extrême-Orient et l'Asie du Sud. Elle n'était pas très répandue sur le continent américain jusqu’à un nouveau lancement, rendu disponible en octobre 2007. Selon une information de l'agence indépendante d'enquête Business Analytics, au deuxième trimestre de 2007, les marques de Philip Morris prennent la première place dans 25 villes russes avec une part de marché de 29,92 %.
Selon son fabricant, les cigarettes L&M sont vendues sur plus de 90 marchés, et sont quatrième en termes de ventes hors États-Unis et Chine. En 2020, avec 91 milliards de cigarettes vendues, cette marque de cigarettes constitue la deuxième la plus vendue par Philip Morris International après Marlboro.
À cause de nouvelles réglementations qui interdisent l'utilisation du mot light en Europe, beaucoup de marques de cigarettes l'utilisant se voient obligées d'en changer, L&M Light devient L&M Blue Label. La même chose survient aux États-Unis en 2010, quand la Fédération américaine des aliments et drogues (FDA) bannit les descriptifs comme mild (doux), light, et ultra light.

## Histoire
- 1876 - Début de la production de L&M comme tabac à chiquer sous la direction de Liggett & Myers Tobbacco.
- 1953 - Production des premières cigarettes fabriquées par Liggett & Myers Tobbacco[1].
- 1963 - Hausse des ventes ces dernières années, avec près de 27 milliards de cigarettes vendues.
- 1967 - Introduction sur le marché de nouvelles variantes (cigarettes de taille 100 mm).
- 1975 - Changement d'emballage et modification du goût.
- 1977 - Création d'une variante allégée contenant moins de nicotine et de goudron.
- 1999 - Rachat de Liggett & Myers Tobbacco par la société Philip Morris Companies Inc.
- 2003 - L&M devient la marque de cigarette la plus vendue en Pologne.
- 2008 - Modification de l'emballage, de la conception et modification du goût des cigarettes.
- 2012 - Modification de l'emballage, l’inscription Liggett & Myers est maintenant visible.